# 182 (szám)
A 182 (száznyolcvankettő) a 181 és 183 között található természetes szám.
A 182 szfenikus szám, mert három különböző prímszám szorzata.
Téglalapszám (13 · 14).
A 182 a Mian–Chowla-sorozat tizenharmadik tagja.